# Miodrag Radovanović
Miodrag Radovanović, cyr. Миодраг Радовановић (ur. 20 sierpnia 1929 w Čačaku, zm. 15 stycznia 2019 w Belgradzie) – serbski aktor teatralny i filmowy. Wystąpił w ponad stu filmach od 1957 roku.

## Filmografia
- 1967: Bracia i siostry jako Arthur
- 1971: Epilog norymberski jako Joakim von Ribentrop
- 1974: Przeciw Kingowi
- 1977: Zapach polskich kwiatów jako dyrektor telewizji
- 1980: Tratwa Meduzy jako Tovarnar
- 1984: Ambasador jako
- 1984: Kapryśne lato 68 jako Micic
- 1989: Bitwa na Kosowym Polu jako Spiridon
- 2006: Gdzie cytryna rośnie żółto jako Vojvoda Putnik
- 2008: Królestwo Serbii jako profesor Leopold von Ranke
- 2016: Imię: Dobrica, nazwisko: nieznane jako Nikola